# George Turpin
George Turpin (ur. 10 stycznia 1952 w Liverpoolu) – brytyjski bokser kategorii koguciej, brązowy medalista letnich igrzysk olimpijskich w Monachium. W maju 1973 roku przeszedł na zawodowstwo. 7 maja 1973 roku zadebiutował walką z Johnem Mitchellem. Podczas kariery zawodowej stoczył 16 walk. Jego bilans to 11 wygranych, 3 porażki i 2 remisy. Karierę zakończył w 1976 roku walką z Barry Price'em.